# Le Pain vivant (film)
Pour plus de détails, voir Fiche technique et Distribution.
Le Pain vivant est un film français réalisé par Jean Mousselle et sorti en 1955.

## Fiche technique
- Titre : Le Pain vivant
- Réalisation : Jean Mousselle
- Scénario et dialogues : François Mauriac
- Décors : Henri Schmitt
- Photographie : Pierre Ancrenaz
- Son : René Longuet
- Montage : Suzanne Baron
- Musique : Michel Magne
- Société de production : Les Films d'Ariel
- Pays de production :  France
- Format :  Noir et blanc - 1,37:1 - 35 mm - Son mono
- Genre : Drame
- Durée : 112 minutes
- Date de sortie : 
  - France : 28 janvier 1955

## Distribution
- Françoise Goléa : Thérèse
- Jean-François Calvé : Valmy
- Lucien Nat : M. Valmont
- Jean Muselli : Luc
- Jacques Pierre : Robert
- Roger Coggio : le sacristain
- Julienne Paroli : la grand-mère
- Danik Patisson
- Jacqueline Vandal